# Сагіно (Міссурі)
Сагіно (англ. Saginaw) — селище (англ. village) в США, в окрузі Ньютон штату Міссурі. Населення — 300 осіб (2020).

## Географія
Сагіно розташоване за координатами 37°1′40″ пн. ш. 94°28′29″ зх. д. / 37.02778° пн. ш. 94.47472° зх. д. (37.027858, -94.474721).  За даними Бюро перепису населення США в 2010 році селище мало площу 2,14 км², з яких 2,14 км² — суходіл та 0,01 км² — водойми.

## Демографія
Згідно з переписом 2010 року, у селищі мешкало 297 осіб у 129 домогосподарствах у складі 81 родини. Густота населення становила 139 осіб/км².  Було 138 помешкань (64/км²).
Расовий склад населення:
| - 94,3 % — білих - 3,4 % — корінних американців - 0,3 % — вихідців з тихоокеанських островів - 0,3 % — чорних або афроамериканців |

До двох чи більше рас належало 1,3 %. Частка іспаномовних становила 2,0 % від усіх жителів.
За віковим діапазоном населення розподілялося таким чином: 20,2 % — особи молодші 18 років, 65,3 % — особи у віці 18—64 років, 14,5 % — особи у віці 65 років та старші. Медіана віку мешканця становила 45,2 року. На 100 осіб жіночої статі у селищі припадало 113,7 чоловіків;  на 100 жінок у віці від 18 років та старших — 109,7 чоловіків також старших 18 років.
Середній дохід на одне домашнє господарство  становив 57 648 доларів США (медіана — 40 313), а середній дохід на одну сім'ю — 70 173 долари (медіана — 51 250). Медіана доходів становила 43 250 доларів для чоловіків та 27 361 долар для жінок. За межею бідності перебувало 23,8 % осіб, у тому числі 41,3 % дітей у віці до 18 років та 7,7 % осіб у віці 65 років та старших.
Цивільне працевлаштоване населення становило 166 осіб. Основні галузі зайнятості: освіта, охорона здоров'я та соціальна допомога — 19,3 %, виробництво — 12,0 %, роздрібна торгівля — 10,2 %, фінанси, страхування та нерухомість — 9,6 %.